# Ragnhild Berstad
Ragnhild Berstad (* 21. Juni 1956 in Oslo) ist eine norwegische Komponistin.
Ragnhild Berstadt arbeitete zunächst als Gitarristin sowie Musiklehrerin. Sie studierte Musiktheorie an der Universität Oslo und bis zum Abschluss 1997 Komposition an der Norwegischen Musikhochschule in Oslo bei Lasse Thoresen und Olav Anton Thommessen. Berstad komponiert Kammermusik, Solowerke sowie Werke für Orchester und Chor.

## Werke
Das Datum zeigt an, wann die Arbeit geschrieben wurde.
- 1991: Origo for String Quartet and Double Bass
- 1991: Gjenklang
- 1992: Verto
- 1992: Hvordan kamelen fikk sin pukkel
- 1993: Hvordan hvalen fikk sin trange hals
- 1993: Liljing
- 1993: Mellom før og etter
- 1994: Respiro for Amplified Clarinet and Tape
- 1996: Krets
- 1997: Toreuma
- 1997: Zeugma
- 1998: Fragmenta metamorphoseon
- 1999: Emutatio
- 2001: Cresco
- 2003: Recludo
- 2006: Quaero – tilblivelse
- 2006: Etiam Nunc
- 2008: In Vitro (modus 2)
- 2011: Téla
- 2012: Requiem
- 2013: go wo taite
- 2014: Cardinem
- 2016: xtendõ
- 2021: trãnseõ

## Preise und Auszeichnungen
- 2001: Edvard-prisen für Emutatio[3]
- 2005: Edvard-prisen für Recludo[4]
- 2008: Arne Nordheims komponistpris[5][3]

## Diskographische Hinweise
- Respiro, ACD 5021 2003